# Conocybe

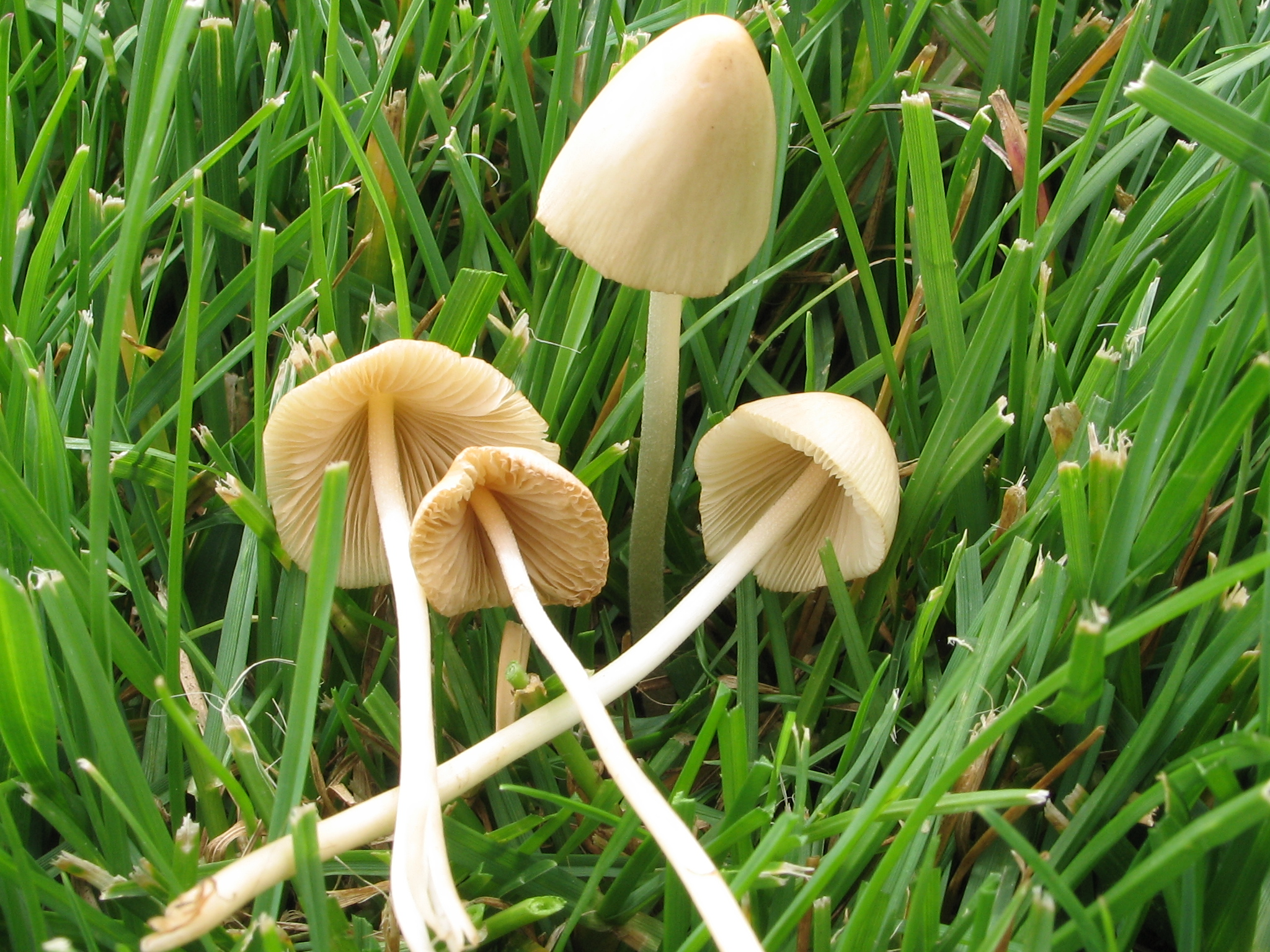
Stożkówka miękka

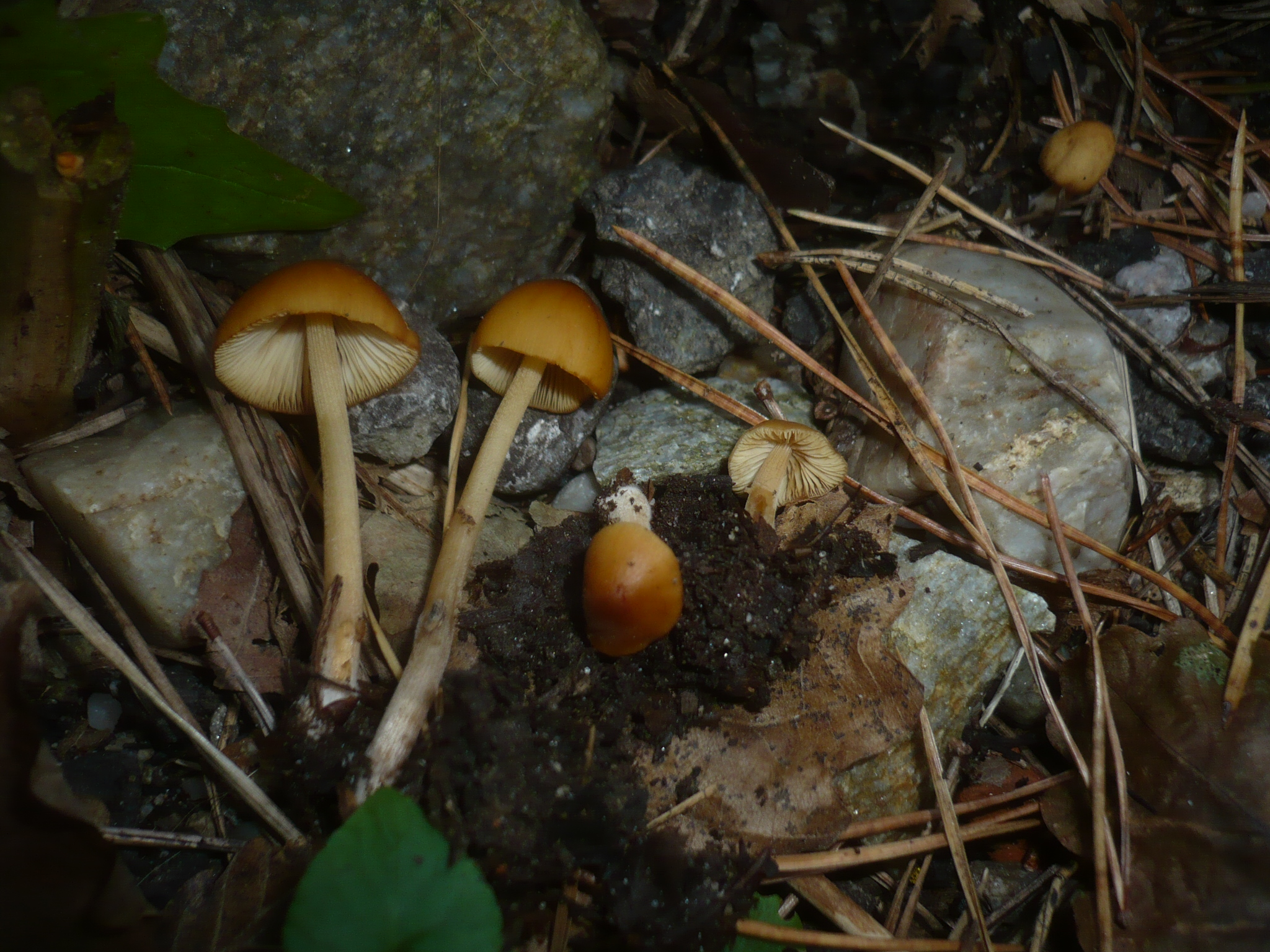
Stożkówka jajowata

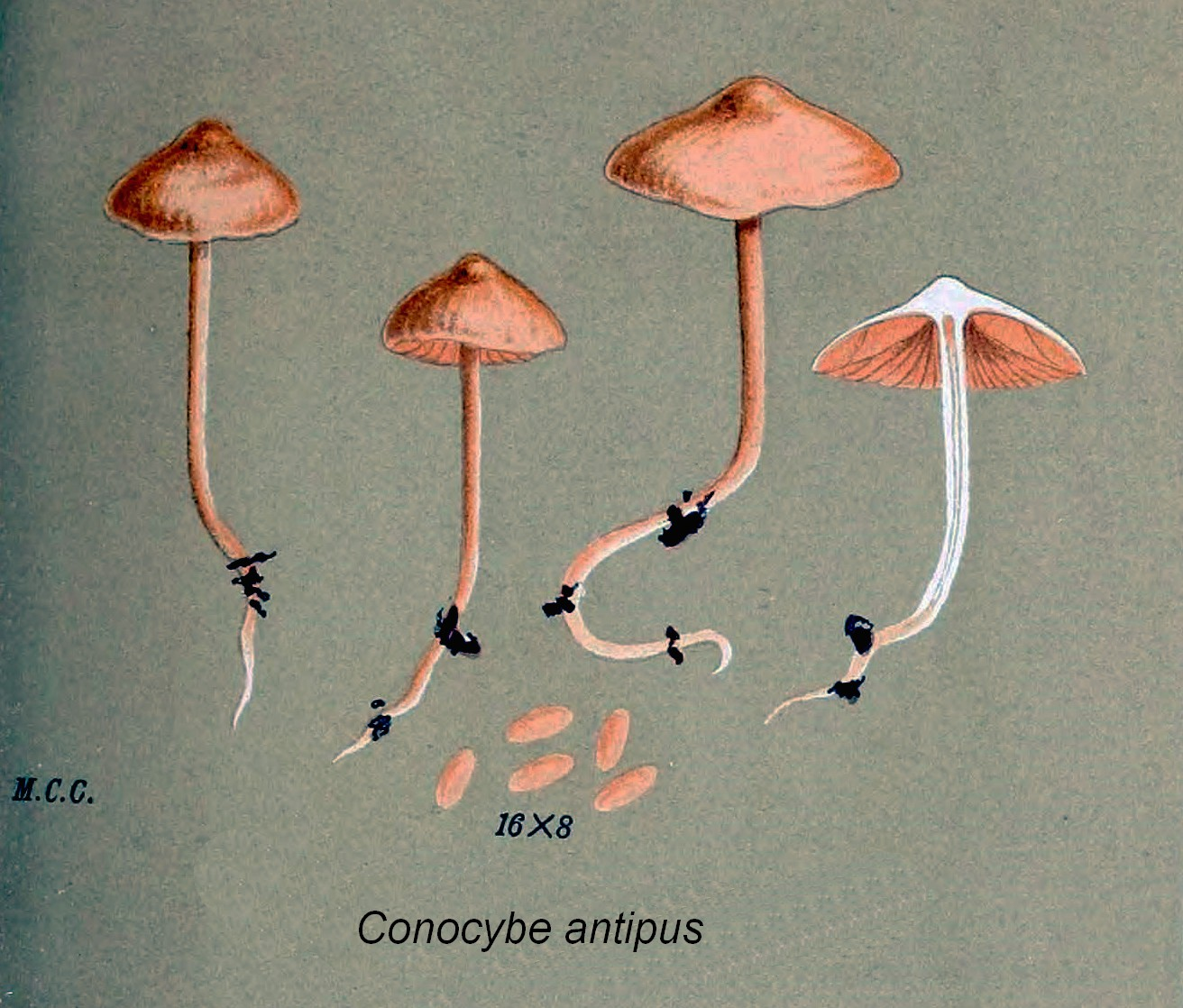
Stożkówka korzeniasta

Conocybe Fayod (stożkówka) – rodzaj grzybów z rodziny gnojankowatych (Bolbitiaceae).

## Charakterystyka
Grzyby kapeluszowe, saprotroficzne i koprofilne, żyjące na ziemi, na żyznych glebach, łąkach uprawnych, a niektóre także na odchodach zwierząt. Kapelusze drobne, za młodu maziste, później suche, higrofaniczne, niekiedy z powodu cystyd aksamitne. Skórka komórkowata. Blaszki przyczepione do przyrośniętych do trzonu, nigdy białe, o barwie od kremowej przez ochrową do brązowej. Trzon ze skórzastym pierścieniem lub bez pierścienia. Wysyp zarodników rdzawobrązowy. Bazydiospory eliptyczne, gładkie, przeważnie z porą rostkową. Cystydy często z charakterystyczną główką. Trama blaszek regularna (strzępki biegną równolegle).
Gatunki z blisko spokrewnionego rodzaju Pholiotina są podobne, ale nie mają częściowej osłony. Identyfikacja i rozróżnienie gatunków w tych rodzajach zwykle wymaga jednak analizy cech mikroskopowych. Porównuje się cztery cechy mikroskopowe: zarodniki, podstawki, cheilocystydy na ostrzach blaszek i kaulocystydy na powierzchni trzonu. Morfologia zarodników Conocybe i Pholiotina sprowadza się zwykle do ich wymiarów, a analiza podstawek polega na sprawdzeniu, czy są 2- czy 4-sterygmowe. Przy cheilocystydach zwraca się uwagę na ich kształt; jeśli są w kształcie kręgli, należą do rodzaju Conocybe, jeśli mają inny kształt, należą do Pholiotina.

## Systematyka i nazewnictwo
Pozycja w klasyfikacji: Bolbitiaceae, Agaricales, Agaricomycetidae, Agaricomycetes, Agaricomycotina, Basidiomycota, Fungi (według Index Fungorum).
Takson utworzył Victor Fayod w 1889 roku. Jego gatunkiem typowym jest stożkówka delikatna (Conocybe tenera). Synonimy:
- Pholiotella Speg.
- Pholiotina Fayod
- Pseudoconocybe Hongo
- Raddetes P. Karst.

Polską nazwę podał Władysław Wojewoda w 1987 r., wcześniej rodzaj ten miał polską nazwę stożkogłówka.
Gatunki występujące w Polsce
- Conocybe ambigua Watling 1980 – stożkówka dwuzarodnikowa
- Conocybe anthracophila Maire & Kühner ex Kühner & Watling 1983 – stożkówka węglolubna
- Conocybe antipus (Lasch) Fayod 1889 – stożkówka korzeniasta
- Conocybe apala (Fr.) Arnolds 2003 – stożkówka miękka[6]
- Conocybe aporos Kits van Wav. 1970 – stożkówka wiosenna
- Conocybe arrhenii (Fr.) Kits van Wav. 1970 – stożkówka wąskorozwierkowa
- Conocybe aurea (Jul. Schäff.) Hongo 1963 – stożkówka złota
- Conocybe bisporigera (Hauskn. & Krisai) Arnolds 2003
- Conocybe brachypodii (Velen.) Hauskn. & Svrček 1999
- Conocybe brunnea J.E. Lange & Kühner ex Watling 1971 – stożkówka brązowawa
- Conocybe brunneola Kühner ex Kühner & Watling 1982 – stożkówka brunatna
- Conocybe dumetorum (Velen.) Svrček 1956[7]
- Conocybe echinata (Velen.) Singer 1989 – stożkówka jeżowata
- Conocybe exannulata Kühner & Watling 1980 – stożkówka włóknistotrzonowa
- Conocybe farinacea Watling 1964 – stożkówka mączysta
- Conocybe filaris (Fr.) Kühner 1935 – stożkówka cienkotrzonowa
- Conocybe filipes (G.F. Atk.) Kühner 1935[8][9]
- Conocybe fragilis (Peck) Singer 1950 – stożkówka mięsnoczerwona
- Conocybe fuscimarginata (Murrill) Singer 1969 – stożkówka ciemnoobrzeżona
- Conocybe hexagonospora Métrod ex Hauskn. & Enderle 1993[7] – stożkówka sześciokątnozarodnikowa
- Conocybe hololeuca (Hauskn.) E. Ludw. 2007
- Conocybe hornana Singer & Hauskn. 1989[7]
- Conocybe intermedia Kühner 1935 – stożkówka średnia
- Conocybe intrusa (Peck) Singer 1950 – stożkówka zasłonakowata
- Conocybe juniana (Velen.) Hauskn. & Svrček 1999 – stożkówka czerwcowa
- Conocybe lenticulospora Watling 1980 – stożkówka soczewkowatozarodnikowa
- Conocybe leucopus Kühner ex Kühner & Watling 1983 – stożkówka jasnotrzonowa
- Conocybe macrocephala Kühner & Watling 1980 – stożkówka wielkogłowa
- Conocybe macrospora (G.F. Atk.) Hauskn. 2003 – stożkówka wielkozarodnikowa
- Conocybe mairei Kühner ex Watling 1977 – stożkówka włochata
- Conocybe mesospora Kühner ex Watling 1980 – stożkówka ochrowordzawa
- Conocybe mexicana (Murrill) Watling 1981 – stożkówka meksykańska
- Conocybe microrrhiza Hauskn. 1999 – stożkówka krótkokorzeniasta
- Conocybe microspora (Velen.) Dennis 1953
- Conocybe monikae Hauskn. 2003[10]
- Conocybe moseri Watling 1980 – stożkówka szarooliwkowa
- Conocybe nitrophila (Hauskn.) Yen W. Wang & S.S. Tzean 2015 – stożkówka azotolubna
- Conocybe nemoralis Harmaja 1979 – stożkówka gajowa[8][9]
- Conocybe ochrostriata Hauskn. 2005 – stożkówka zalewowa[11]
- Conocybe pallidospora Kühner & Watling 1983 – stożkówka jasnozarodnikowa
- Conocybe pilosella (Pers.) Kühner 1935 – stożkówka zamszowata
- Conocybe pseudocrispa (Hauskn.) Arnolds 2003 – stożkówka gnojankowata
- Conocybe pubescens (Gillet) Kühner 1935 – stożkówka owłosiona
- Conocybe pulchella (Velen.) Hauskn. & Svrček 1999 – stożkówka kosmatotrzonowa[12]
- Conocybe pygmaeoaffinis (Fr.) Kühner 1935 – stożkówka kremowoochrowa
- Conocybe rickeniana P.D. Orton 1960 – stożkówka omączonotrzonowa
- Conocybe rickenii (Jul. Schäff.) Kühner 1935 – stożkówka gnojowa
- Conocybe rostellata (Velen.) Hauskn. & Svrček 1999[7]
- Conocybe rugosa (Peck) Watling 1981
- Conocybe semiglobata Kühner & Watling 1980 – stożkówka półkulista
- Conocybe siennophylla (Berk. & Broome) Singer ex Chiari & Papetti 2016
- Conocybe siliginea (Fr.) Kühner 1935 – stożkówka białoochrowa
- Conocybe singeriana Hauskn. 1998 – stożkówka Singera
- Conocybe spiculoides Kühner & Watling 1980 – stożkówka bladozarodnikowa[11]
- Conocybe striipes (Cooke) S. Lundell 1953 – stożkówka prążkowanotrzonowa
- Conocybe subovalis Kühner & Watling 1980 – stożkówka jajowata
- Conocybe subalpina (Singer) Singer & Hauskn. 1992 – stożkówka podalpejska
- Conocybe subpallida Enderle 1991 – stożkówka bladawa
- Conocybe subpubescens P.D. Orton 1960 – stożkówka drobnoowłosiona
- Conocybe subxerophytica Singer & Hauskn. 1992
- Conocybe sulcatipes (Peck) Kühner 1935 – stożkówka bruzdowanotrzonowa
- Conocybe tenera (Schaeff.) Fayod 1889 – stożkówka delikatna
- Conocybe utricystidiata (Enderle & H.-J. Hübner) Somhorst 2013[8][9]
- Conocybe velata (Velen.) Watling 2004 – stożkówka zimowo-jesienna[13]
- Conocybe velutipes (Velen.) Hauskn. & Svrček 1999 – stożkówka owłosionotrzonowa
- Conocybe vestita (Fr.) Kühner 1935 – stożkówka migdałowatozarodnikowa
- Conocybe vexans P.D. Orton 1960[8][9]
- Conocybe zuccherellii Hauskn. 2003

Nazwy naukowe na podstawie Index Fungorum. Wykaz gatunków polskich i nazwy polskie według Władysława Wojewody i innych źródeł.
Niektóre inne:
- Conocybe dunensis T.J. Wallace 1960 – stożkówka wydmowa[11]